# Lisle, Dordogne

Lisle este o comună în departamentul Dordogne din sud-vestul Franței. În 2009 avea o populație de 930 de locuitori.

## Evoluția populației
| An        | 1975 | 1982 | 1990 | 1999 | 2006 | 2009 |
| --------- | ---- | ---- | ---- | ---- | ---- | ---- |
| Populație | 934  | 917  | 946  | 909  | 920  | 930  |